# Nordosteuropa
Unter Nordosteuropa versteht man den nördlich gelegenen Teil Osteuropas. Dazu zählen die Staaten Litauen, Lettland, Estland, die russische Exklave Kaliningrad (d. h. die Region Baltikum) sowie der nördliche Teil des restlichen europäischen Russlands. Die nördlichen Regionen des europäischen Russlands umfassen Nordwestrussland und den Moskauer Raum.

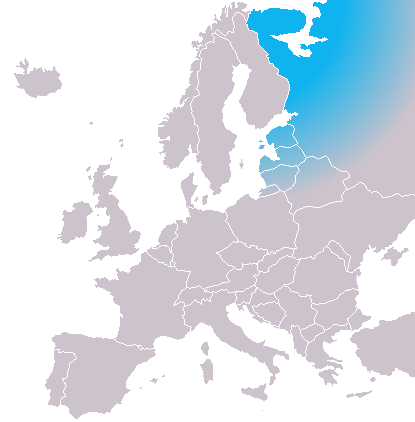
Nordosteuropa

## Struktur
All diese Gebiete liegen nördlicher als viele skandinavische Städte und wurden in der Geschichte oft als „Norden“ oder „Nordeuropa“ bezeichnet. Sankt Petersburg hieß „Venedig des Nordens“, Vilnius, Moskau und sogar Kiew wurden als „Jerusalem des Nordens“ bezeichnet, Peter der Große galt als „großer nordischer Held“, Katharina die Große als „Semiramis des Nordens“, der Krieg zwischen Russland und Schweden als „Großer Nordischer Krieg“, und Stalin sprach nach dem deutschen Angriff auf die Sowjetunion zu seinen Soldaten: „In euren Händen liegt das Schicksal Nordeuropas“. Auch ein bekannter Luxuszug von Paris bis an die russische Grenze mit einem Anschlusszug nach Sankt Petersburg nannte sich Nord-Express.
Nordosteuropa war seit vorchristlicher Zeit von finnougrischen und baltischen Stämmen geprägt; erst in der Spätantike kamen Slawen hinzu, insbesondere Ostslawen, im Frühmittelalter Skandinavier und seit dem Hochmittelalter Deutsche. Historisch war dies ein Grenzgebiet zwischen den Einflussbereichen verschiedener deutscher Mächte (des Deutschen Ordens, der Hanse (mit den Hansestädten Reval (heute Tallinn) und Riga), später Preußens und des Deutschen Reichs), Polen-Litauens, des Königreichs Schweden (bis ins 18. Jh.), und Russlands (als Großfürstentum Moskau, dann Zarenreich, später als Sowjetunion) und war häufig umkämpft (u. a. Litauerkriege des Deutschen Ordens, Großer Nordischer Krieg, Erster Weltkrieg, Estnischer Freiheitskrieg, Lettischer Unabhängigkeitskrieg, Polnisch-Litauischer Krieg, Polnisch-Sowjetischer Krieg, Zweiter Weltkrieg). Als Erbe der Sowjetzeit ist Russisch heute die dominierende Verkehrssprache in Nordosteuropa, wobei sie auch im Baltikum aufgrund der russischen Minderheiten sehr bedeutend bleibt. In Nordwestrussland existieren aber weiterhin diverse, hauptsächlich finnougrische, Minderheiten.
Folgende ehemalige Ostgebiete des Deutschen Reiches liegen in Nordosteuropa:
- Memelland (heute Klaipėdos kraštas, Litauen)
- das nördliche Drittel Ostpreußens (heute Oblast Kaliningrad, Russland)

Eine Einigung darüber, ob Nordosteuropa als ein eigenständiger Teil Osteuropas anzusehen ist, besteht aber nicht.
Die größten Städte der Region sind:
- Moskau (11,55 Mio. Einwohner)
- Sankt Petersburg (4,87 Mio.)
- Riga (ca. 710 000)
- Jaroslawl (ca. 590 000)
- Vilnius (ca. 560 000)
- Kaliningrad (Königsberg) (ca. 420 000)
- Tallinn (ca. 410 000)
- Twer (ca. 400 000)
- Kaunas (ca. 355 000)
- Murmansk (ca. 310 000)
- Petrosawodsk (ca. 270 000)
- Weliki Nowgorod (ca. 220 000)
- Chimki (ca. 210 000)
- Pskow (ca. 205 000)

## Forschungsinstitute mit Schwerpunkt Nordosteuropa
- Nordost-Institut (IKGN) in Lüneburg

### Periodikum
- Nordost-Archiv. N.F. Jg. 1(1992) ff.